# Temporada 1998-99 de los New Jersey Nets
La temporada 1998-99 fue la vigesimotercera de los New Jersey Nets en la NBA, tras la fusión de la liga con la ABA, donde había jugado nueve temporadas, y la vigesimoprimera en su ubicación en Nueva Jersey. La temporada regular acabó con 16 victorias y 34 derrotas, ocupando el decimocuarto puesto de la conferencia Este, no logrando clasificarse para los playoffs. Debido a un cierre patronal, la temporada regular comenzó el 5 de febrero de 1999 y se redujo de 82 partidos a 50.

## Elecciones en elDraft
Los Nets no dispusieron de ninguna elección el en Draft esta temporada.

## Temporada regular
| División Atlántico   | División Atlántico | División Atlántico | División Atlántico | División Atlántico | División Atlántico | División Atlántico | División Atlántico | División Atlántico |
| Equipo               | G                  | P                  | %                  | PD                 | Casa               | Fuera              | Div                |                    |
| -------------------- | ------------------ | ------------------ | ------------------ | ------------------ | ------------------ | ------------------ | ------------------ | ------------------ |
| c-Miami Heat         | 33                 | 17                 | .660               | –                  | 18-7               | 15–10              | 12-8               |                    |
| x-Orlando Magic      | 33                 | 17                 | .660               | –                  | 21–4               | 12–13              | 12-6               |                    |
| x-Philadelphia 76ers | 28                 | 22                 | .560               | 5                  | 17–8               | 11–14              | 9–10               |                    |
| x-New York Knicks    | 27                 | 23                 | .540               | 6                  | 19-6               | 8–17               | 12–8               |                    |
| Boston Celtics       | 19                 | 31                 | .380               | 14                 | 10–15              | 9–16               | 10–9               |                    |
| Washington Wizards   | 18                 | 32                 | .360               | 15                 | 13–12              | 5–20               | 6–13               |                    |
| New Jersey Nets      | 16                 | 34                 | .320               | 17                 | 12–13              | 4–21               | 6–13               |                    |

## Estadísticas

### Temporada regular
| Jugador            | PJ | PT | MPP  | %TC  | %3P  | %TL   | RPP  | APP | ROB | TPP | PPP  |
| ------------------ | -- | -- | ---- | ---- | ---- | ----- | ---- | --- | --- | --- | ---- |
| Stephon Marbury    | 31 | 31 | 39.8 | .439 | .367 | .832  | 2.6  | 8.7 | 1.0 | 0.1 | 23.4 |
| Keith Van Horn     | 42 | 42 | 37.5 | .428 | .302 | .859  | 8.5  | 1.5 | 1.0 | 1.3 | 21.8 |
| Sam Cassell        | 4  | 3  | 25.0 | .429 | .143 | .935  | 1.5  | 4.8 | 0.8 | 0.0 | 18.0 |
| Kerry Kittles      | 46 | 40 | 34.1 | .370 | .316 | .772  | 4.2  | 2.5 | 1.7 | 0.6 | 12.9 |
| Kendall Gill       | 50 | 47 | 32.1 | .398 | .118 | .683  | 4.9  | 2.5 | 2.7 | 0.5 | 11.8 |
| Jayson Williams    | 30 | 30 | 34.0 | .445 | .000 | .565  | 12.0 | 1.1 | 0.8 | 2.0 | 8.1  |
| Doug Overton       | 8  | 1  | 21.8 | .439 | .500 | .857  | 2.1  | 2.0 | 0.4 | 0.1 | 8.0  |
| Eric Murdock       | 15 | 8  | 26.7 | .395 | .364 | .808  | 2.3  | 4.4 | 1.5 | 0.1 | 7.9  |
| Jamie Feick        | 26 | 16 | 32.7 | .504 |      | .717  | 11.0 | 0.9 | 1.0 | 0.7 | 6.8  |
| Scott Burrell      | 32 | 10 | 22.1 | .361 | .389 | .810  | 3.7  | 1.4 | 1.3 | 0.3 | 6.6  |
| Chris Carr         | 28 | 2  | 13.0 | .374 | .379 | .694  | 2.1  | 0.6 | 0.3 | 0.0 | 6.6  |
| Mark Hendrickson   | 22 | 6  | 18.1 | .443 | .000 | .840  | 3.1  | 0.6 | 0.5 | 0.0 | 5.5  |
| Lucious Harris     | 36 | 5  | 16.7 | .403 | .220 | .750  | 1.9  | 0.9 | 0.5 | 0.2 | 5.4  |
| Chris Gatling      | 18 | 2  | 15.6 | .371 | .000 | .500  | 3.6  | 0.7 | 0.4 | 0.2 | 4.7  |
| Damon Jones        | 11 | 0  | 11.9 | .318 | .345 | .846  | 1.2  | 1.2 | 0.6 | 0.0 | 4.5  |
| Earl Boykins       | 5  | 0  | 10.2 | .476 | .200 |       | 0.8  | 1.2 | 0.2 | 0.0 | 4.2  |
| David Vaughn       | 10 | 0  | 10.3 | .542 |      | .800  | 3.4  | 0.1 | 0.2 | 0.8 | 3.4  |
| Brian Evans        | 11 | 0  | 11.0 | .324 | .364 | 1.000 | 1.5  | 1.3 | 0.3 | 0.3 | 2.7  |
| Elliot Perry       | 30 | 0  | 8.1  | .349 | .391 | .750  | 0.9  | 1.2 | 0.5 | 0.0 | 2.6  |
| Jim McIlvaine      | 22 | 1  | 12.2 | .431 |      | .667  | 2.5  | 0.1 | 0.4 | 1.5 | 2.2  |
| Rony Seikaly       | 9  | 0  | 9.8  | .200 |      | .389  | 2.3  | 0.2 | 0.4 | 0.7 | 1.7  |
| William Cunningham | 15 | 6  | 10.7 | .167 |      | .000  | 1.9  | 0.1 | 0.1 | 0.7 | 0.4  |
| Gheorghe Muresan   | 1  | 0  | 1.0  | .000 |      |       | 0.0  | 0.0 | 0.0 | 0.0 | 0.0  |